# Ursoaia (okręg Ardżesz)
Ursoaia – wieś w Rumunii, w okręgu Ardżesz, w gminie Cotmeana. W 2011 roku liczyła 333 mieszkańców.